# Angy Fernández
Pour les articles homonymes, voir Fernández.
Ángela María Fernández González (ou Angy), née le 5 septembre 1990 à Palma de Majorque, est une actrice et chanteuse espagnole.

## Biographie
Depuis qu'elle est toute petite elle danse et chante. Elle était élève à l'IES Josep María Llompart à Palma. Elle suivait en même temps des cours de danse à l'académie Top Dance et des cours de piano. Elle se révèle être une grande fan des Red Hot Chili Peppers.
En 2005, elle a participé au concours Cami De L’Exit à Majorque auquel elle a fini deuxième. Elle a travaillé à la télévision sur la chaîne IB3 dans le courant de la même année. Elle chantait et faisait partie du jury de l'émission Nit d'Exit. Avec son groupe Obscene Dream, elle a fait le tour des clubs de Majorque.
En février 2007, elle a passé les sélections de l'émission X Factor. Elle a été retenue dans les douze finalistes et s'est classée deuxième. À sa sortie de l'émission, elle a sorti son premier album solo Sola en el silencio. 
Peu de temps après, elle a été prise dans la série Physique ou Chimie sur la chaîne Antena3 pour jouer le rôle de Paula, une jeune fille qui tombe enceinte a 17 ans, de son copain Greg Adam Jezierski. En compagnie d'Adam Jezierski, elle quittera la série à la fin de la 6e saison.
Depuis, Angy Fernandez jongle entre cinéma et musique. Elle a sorti un album entièrement en anglais et a intégré la comédie musicale la LLamada.
Elle est en couple avec Jaime Garcia

## Discographie
Sola en el silencio (2007)
1. Sola en el silencio
2. Adiós
3. Quiero Verte Llorar
4. Solo Tu
5. Baby One More Time
6. Just A Girl
7. Smell Like Ten Spirit
8. Lunática
9. Devil Came To Me
10. Everywhere
11. 10.000 Razones

1. Girls Just Want To Have Fun

drama queen (2013)
1. intro
2. boytoy
3. once
4. solitude
5. i can't make you happy
6. honesty is overrated
7. die with me
8. silly boy
9. i should be with you
10. beautiful mistake
11. wasted
12. gotta remember to forget you

BO de Physique ou Chimie
1. Despistaos – Física O Química
2. Adam Jeziersky – Voy A Pasarlo Bien
3. Angy – Sola En El Silencio
4. Cinco De Enero – La Última Vez
5. OBK – Yo No Me Escondo
6. Pereza Con Juan Aguirre De Amaral – Estrella Pola

Participations
- Nada Mas de RagDog :

Piste 3 : Donde estabas (en duo avec Angy Fernandez)
- Lo que hemos vivido de Despistaos :

Piste 15 : Cuando Lloras (en duo avec Angy Fernandez)

## Filmographie
- 2007-2011 : Physique ou Chimie : Paola Blasco (série télévisée)

- 2011-2020 : Tu cara me suena : Angy (série télévisée)

- 2017 : Holy Camp! : Camp Girl

- 2018 : La Canción Del Pirata : Marina